# 名侦探21休
《名侦探21休》（日语：探偵ボーズ21休さん），是在《週刊少年Champion》1997年20号到1998年35号期间刊登，由新德丸原作、三浦鳥野作畫的少年推理漫畫。单行本全7卷。

## 概要及故事簡介
此系列的故事描述手法和《神探科倫坡》（Columbo）及《古畑任三郎》一樣使用了倒敘推理（Inverted Detective Story）形式——開始時於問題編描寫兇手的殺人動機、殺人前的準備功夫、殺人時的犯案過程及殺人後的佈局，之後再描寫由身為一休的第21代孙子，也叫“一休”的主角通过與犯人的交談及證據中確定其嫌疑，逼得犯人不得不自白。
本作品是在推理漫画《金田一少年之事件簿》和《名偵探柯南》帶動所引發的神秘推理熱潮下，加入這個新市场的競爭作品。因人氣不佳而草草停刊。